# Eerste Kamerverkiezingen 2019/Kandidatenlijst/GroenLinks
De kandidatenlijst voor de Eerste Kamerverkiezingen van 2019 van de lijst GROENLINKS (lijstnummer 7) is na controle door de Kiesraad als volgt vastgesteld:
1. Rosenmöller P. (Paul) (m), Driebergen-Rijsenburg
2. Karimi F. (Farah) (v), 's-Gravenhage
3. de Boer M.M. (Margreet) (v), Amsterdam
4. Vendrik C.C.M. (Kees) (m), Amsterdam
5. Ganzevoort R.R. (Ruard) (m), Utrecht
6. Kluit S.M. (Saskia) (v), Utrecht
7. van Gurp R.J. (Roel) (m), Tilburg
8. Veldhoen G.V.M. (Gala) (v), Amsterdam
9. Krijnen M.A.J. (Mirjam) (v), Voorburg
10. van de Venis J.I. (Jan) (m), De Meern
11. Hietbrink A. (Alwin) (m), Obdam
12. Elbersen A.W. (Funs) (m), Nijmegen
13. van Dullemen C.E. (Caroline) (v), Bloemendaal
14. Akinci O.S. (Selçuk) (m), Breda
15. Boomgaars A.A.M. (Axel) (m), Amsterdam
16. Henderson L.M. (Laura) (v), Utrecht
17. Withagen P.C.M. (Patricia) (v), Zutphen
18. Kocken R.P.M. (Rosan) (v), Amsterdam
19. Betkó J.G. (János) (m), Nijmegen

VVD · PVV · CDA · D66 · GroenLinks · SP · PvdA · ChristenUnie · Partij voor de Dieren · 50PLUS · SGP · DENK · FVD · Blanco lijst 15 · OSF
1981 · 1983 · 1986 · 1987 · 1991 · 1995 · 1999 · 2003 · 2011 · 2015 · 2019 · 2023